# Allée couverte du Chêne-Hut

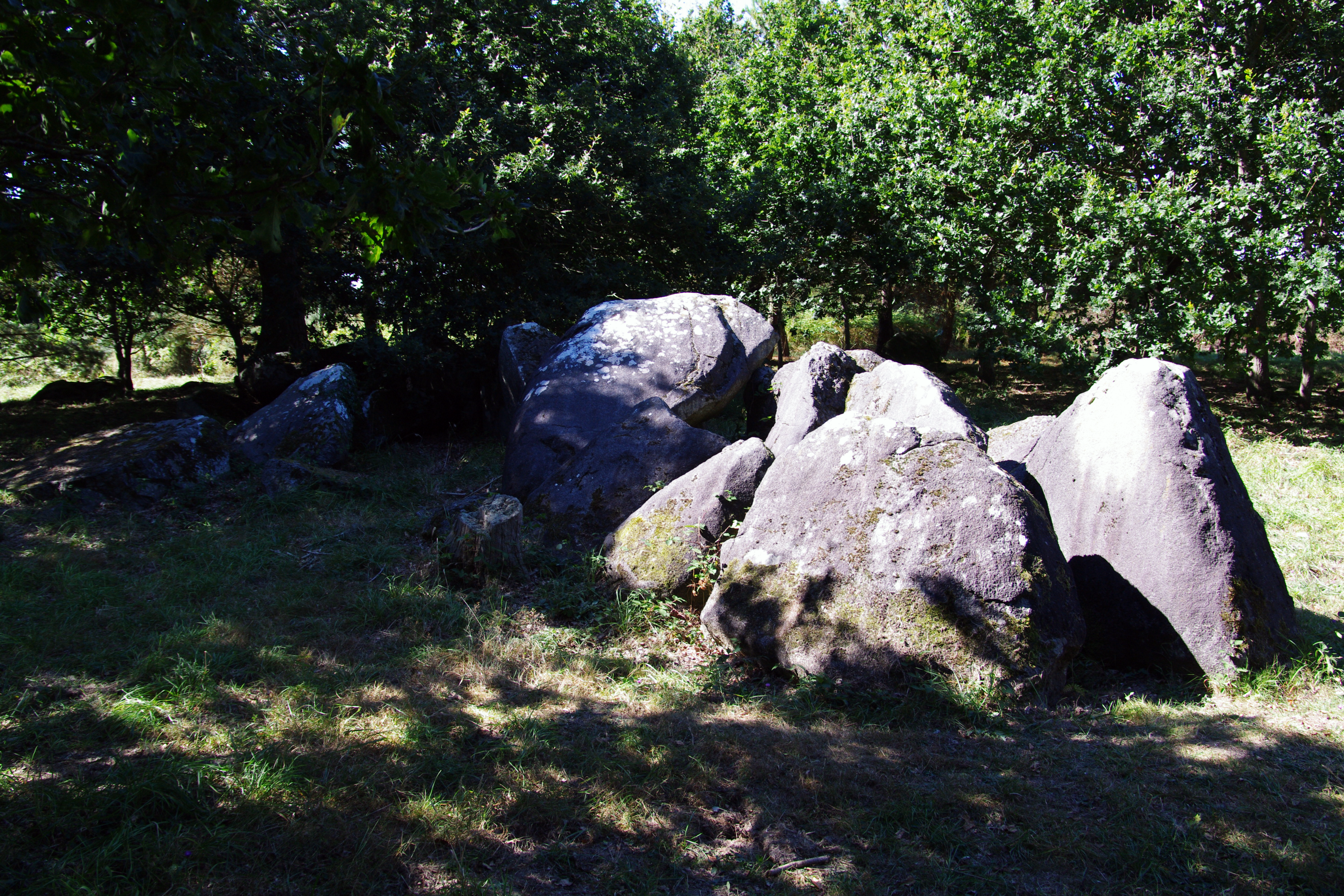
Allée couverte du Chêne-Hut

Die Allée couverte du Chêne-Hut (lokal auch Grotte aux Fées genannt) liegt beim Weiler La Hauteville, nordöstlich von Lamballe im Osten des Département Côtes-d’Armor in Frankreich.
Das etwa 11,0 m lange, 1,5 m breite und durchschnittlich 1,0 m hohe Galeriegrab wird von elf Tragsteinen aus Gabbro begrenzt. Zwei Decksteine befinden sich noch in situ, zwei andere liegen in der Nähe. Das Galeriegrab war im Jahre 1873 noch intakt. Seitdem wurden Platten entfernt, um die Straße von Lamballe nach Plancoët zu reparieren, und es ist partiell zusammengebrochen.
Das Galeriegrab wurde 1845 und 1873 ausgegraben. Während der Ausgrabung von 1873 durch Douillet fanden sich geschliffene Äxte, Feuersteinklingen, zwei polierte Steinperlen und Töpferware.
Die Fee Morgan le Fay wird mit dem Denkmal verbunden, daher der Beiname Grotte-aux-Fées.
Das Galeriegrab ist seit 1963 als Monument historique klassifiziert.